# Zamia spartea
Zamia spartea är en kärlväxtart som beskrevs av A. Dc. Zamia spartea ingår i släktet Zamia och familjen Zamiaceae. IUCN kategoriserar arten globalt som akut hotad. Inga underarter finns listade i Catalogue of Life.